# Сарысу (приток Биюк-Карасу)
Сарысу́ (укр. Сарису, крымскотат. Sarısuv) — река в Крыму, левый приток Биюк-Карасу (бассейн Салгира), длиной 26 км (по другим данным — 28 км), площадь водного бассейна — 127 км², уклон реки 8,1 м/км. Расход воды — 0,165 м³/с, максимальные объём стока — 3,10 млн м³, расход воды — 32,4 м³/с. Название, в переводе с крымскотатарского, означает Жёлтая вода или Жёлтая река. На карте 1836 года река подписана, как Чурюк-су

## Описание

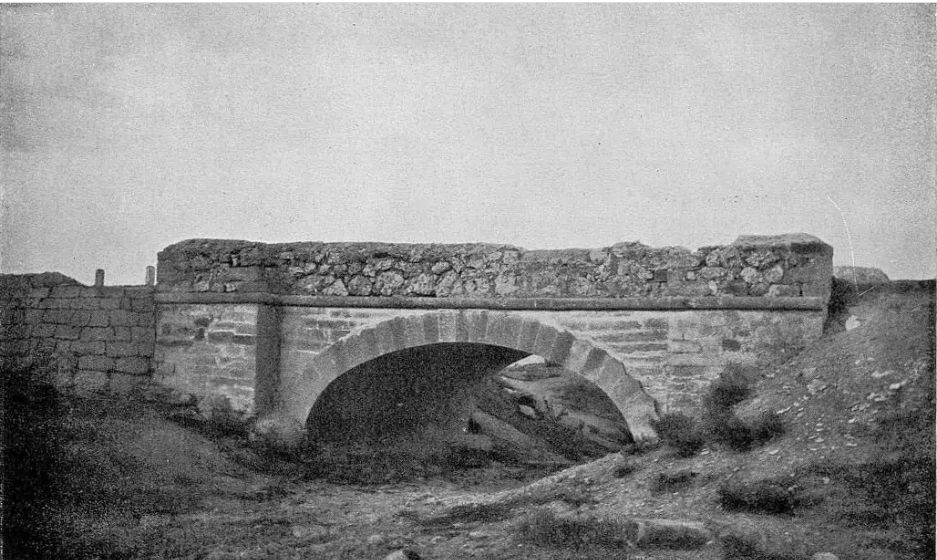
Каменный мост через р. Сары-Су на Симферопольско-Феодосийском шоссе. 1910 год

Сарысу, по данным Евгении Карповой, приводимых в книге "Трансформация сообществ рыб водоемов Крымского полуострова под воздействием антропогенных факторов, " вытекает из источника Паяни, на высоте 330 м над уровнем моря, на северном склоне Караби-Яйлы, по данным Николая Рухлова в книге «Обзор речных долин горной части Крыма» 1915 года — образуется у селения Аргин слиянием Карабахской и Ханлыкской балок. Течёт в северо-восточном направлении, между северными отрогами Главной и вершинами Внутренней гряды Крымских гор, образуя пологую плодородную долину, питание реки, в основном, родниковое. Прилегающая к долине местность имеет большее поднятие по правому берегу, более высокий в верховьях. Склоны холмов преимущественно пологие, иногда крутые, расчленённыебалками и оврагами. Вниз по течению реки местность постепенно понижается, высоты уменьшаются с 450—400 до 200 м. У реки 6 притоков, у из них в справочниках имеют собственные названия: Таш-Кура, правый впадает в 12 километрах от устья и Дерен-Джилга — левый, впадает в 5 километрах от устья, остальные помечены, как безымянные длиной менее 5 километров. На карте 1836 года обозначены впадающие справа в районе современного Новоклёново овраги Ючькозчокрак и Марут коджа, на современных картах — протекающий через Александровку овраг Орман. Сарысу впадает в Биюк-Карасу слева, в 72 км от устья (по другим данным — в 91 км), у северо-восточной окраины Белогорска, водоохранная зона реки установлена в 100 м.